# Gasurladdningslampa

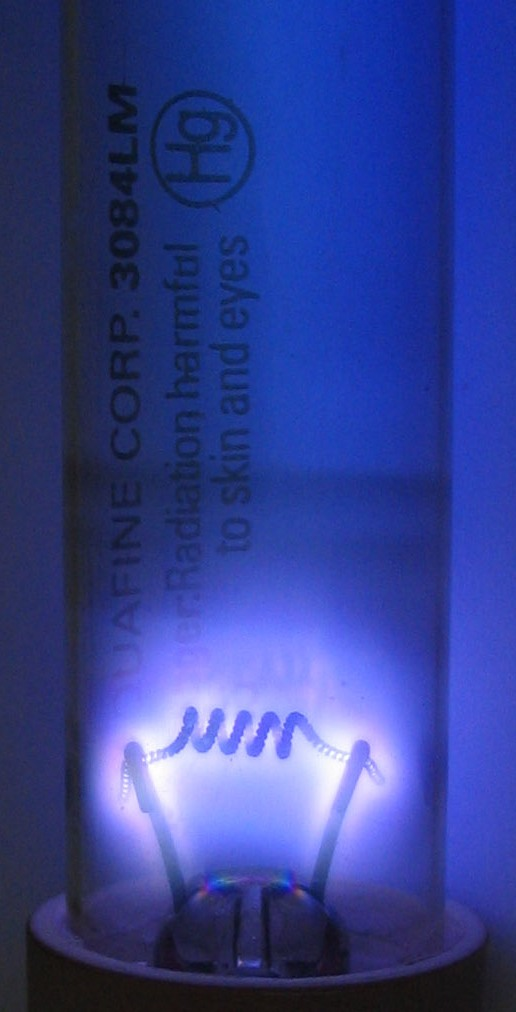
Desinficierande lampor är enkla lågtrycks-Hg-urladdningskällor i ett kvartsglashölje.

Gasurladdningslampor är en familj av artificiella ljuskällor som alstrar ljus genom att skicka en elektrisk urladdning genom en joniserad gas, det vill säga ett plasma. Gasurladdningens natur beror starkt på den elektriska strömmens frekvens/modulation: se frekvensklassificering av plasma. Typiskt använder sådana lampor ädelgaser (argon (Ar), neon (Ne), krypton (Kr) och xenon (Xe)) eller en blandning av dessa gaser. De flesta lampor är fyllda med kompletterande material, som kvicksilver (Hg), natrium (Na), och/eller metallhalider (M H). Vid användning joniseras gasen, och fria elektroner, som accelereras av rörets elektriska fält, kolliderar med gas- och metallatomer. Vissa elektroner som cirklar kring atomerna exciteras av dessa kollisioner, vilket får upp dem i ett högre energitillstånd. När en elektron faller tillbaka till sitt normala tillstånd utsänder den en foton, vilket ger synligt ljus eller ultraviolett strålning. Den ultravioletta strålningen konverteras i vissa lamptyper till synligt ljus av ett fluorescerande skikt på insidan av lampan. Lysröret och dess nyare variant lågenergilampan är kanske de mest kända formerna av gasurladdningslampa. Xenonlampor som används som framlyktor på bilar är en annan. 
En föregångare till de moderna urladdningslamporna var båglampan där ljuset alstrades av en ljusbåge i fria luften.